# Edgar Abreu (rukometaš)
Edgar Abreu (8. listopada 1992.) je angolski rukometaš. Nastupa za angolski klub G.D. Interclube i angolsku reprezentaciju.
Natjecao se na Svjetskom prvenstvu u Egiptu 2021. (30.).